# Ægidius Elling

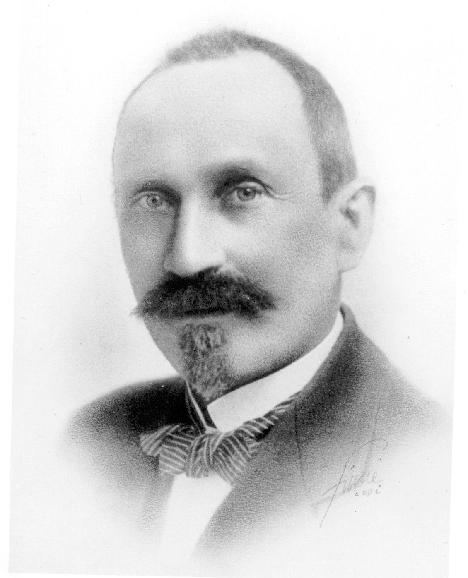
Ægidius Elling

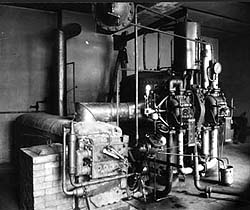
Verbesserter Gasturbinenprototyp basierend auf dem Patent von 1903, installiert 1906 in der Christiania Seildugsfabrikk

Jens William Ægidius Elling, auch Aegidus Elling und Aegidius Elling (* 26. Juli 1861 in Christiania; † 27. Mai 1949 in Oslo) war ein norwegischer Ingenieur und Erfinder. Bekannt ist er vor allem als Entwickler eines frühen funktionierenden Prototyps einer Gasturbine.

## Leben und Wirken
Aegidius Elling wurde 1861 in Oslo (zu diesem Zeitpunkt Christiania genannt) geboren. Sein Bruder Catharinus wurde später als Musiker bekannt.
Aegidius besuchte ab 1876 die Technische Schule in Christiania und schloss sein Studium 1881 als Maschineningenieur ab. Bereits an der Schule hatte sich Elling mit dem Konzept einer Gasturbine beschäftigt, und 1884, nur drei Jahre nach Studienabschluss, meldete er einen ersten Entwurf zum Patent an. Zwischen 1885 und 1902 arbeitete er in verschiedenen Maschinenwerkstätten in Schweden und Norwegen als Entwickler und Konstrukteur für Dampfmaschinen. In dieser Zeit trieb er aber auch seine Ideen für eine Gasturbine voran und unternahm hierfür Studienreisen in die führenden Industriestaaten.
Das größte Hindernis für die Gasturbinenkonstruktion zu dieser Zeit war die geringe Effizienz des Verdichters. Hiermit hatten auch andere Entwickler zu kämpfen, die um die Jahrhundertwende unabhängig von Elling daran arbeiteten: Auguste Rateau, René Armengoud und Charles Lemâle in Frankreich, Franz Stolze und Hans Holzwarth in Deutschland. Elling gelang es 1903 schließlich, einen Turbokompressor mit einem beachtlichen Wirkungsgrad von etwa 85 bis 87 % zu entwickeln. Hiermit verbrauchte der Verdichter weniger Energie als die Turbine abgab und die Maschine war in Summe erstmals in der Lage, überschüssige Arbeit abzugeben. Der mehrstufige Verdichter hatte eine radiale Beschaufelung, verstellbare Leitschaufeln, mehrere Zwischeneinspritzungen zur Kühlung, lief mit einer Drehzahl von 17.000 bis 20.000 Umdrehungen pro Minute und bot eine Nutzleistung von etwa 11 PS (8 kW). Die Maschine ist heute im Norwegischen Technikmuseum (Norsk Teknisk Museum) in Oslo ausgestellt.
In den folgenden Jahren verbesserte Elling seine Konstruktion immer weiter und steigerte die Stufenzahl und Leistung der Maschine, letztlich (1925) bis auf 75 PS. Elling gründete zur Umsetzung seiner Patente in marktreife Produkte auch zwei eigene Unternehmen (AS Elling Compressor und AS Rotation). Da Elling aber offenbar als Unternehmer, insbesondere in der Werbung und Vermarktung, nicht so geschickt war wie in technischen Fragen, fand seine Entwicklung national und international nur wenig Beachtung und brachte kaum wirtschaftlichen Ertrag. Elling arbeitete deshalb parallel zu seiner selbständigen Entwicklungstätigkeit weiterhin als Angestellter für andere Unternehmen. Enttäuscht von der geringen Resonanz in der norwegischen Industrie und durch die Tatsache, dass andere Entwickler wie Adolf Meyer international die Führung übernahmen, gab Elling die Gasturbinenentwicklung in den 1930er-Jahren schließlich auf und wandte sich anderen wärmetechnischen Maschinen, Apparaten und Verfahren zu, die insbesondere in der norwegischen Fischerei- und Zellstoffindustrie und der Salzgewinnung aus Meerwasser zum Einsatz kamen.
1937 erhielt Elling von der Norwegischen Polytechnischen Gesellschaft eine Silbermedaille für seine Verdienste um den Turbomaschinenbau. Er starb 1949 in Oslo.